# 704. pehotna divizija (Wehrmacht)
704. pehotna divizija (izvirno nemško 704. Infanterie-Division; kratica 704ID) je bila pehotna divizija Heera v času druge svetovne vojne.

## Zgodovina
Divizija je bila ustanovljena 15. aprila 1941 kot pehotna divizija 15. vala v 4. vojaškem okrožju. 
1. aprila 1943 je bila preoblikovana v 104. lovsko divizijo.

## Vojna služba
| Datum      | Delovanje       | Korpus               | Armada            | Armadna skupina | Področje    |
| maj 1941   | v ustanavljanju |                      |                   |                 |             |
| junij 1941 |                 | 11. armadni korpus   | 2. armada         |                 | Jugoslavija |
| julij 1941 |                 | 65. armadni korpus   | 12. armada        |                 | Srbija      |
| april 1942 |                 | Befehlshaber Serbien | 12. armada        |                 | Srbija      |
| marec 1943 |                 | Befehlshaber Serbien | Armadna skupina E |                 | Srbija      |

## Organizacija
1941
- 724. pehotni polk
- 734. pehotni polk
- 654. artilerijski bataljon
- 704. inženirski bataljon
- 704. divizijske enote

## Pripadniki
Divizijski poveljniki
| 1. | Generalmajor Heinrich Borowski       |  | (22. april 1941 – 15. avgust 1942)   |
| 2. | Generalporočnik Hans Juppe           |  | (15. avgust 1942 – 20. februar 1943) |
| 3. | Generalporočnik Hartwig von Ludwiger |  | (20. februar 1943 – 1. april 1943)   |